# Slivje (gmina Krško)
Slivje – wieś w Słowenii, w gminie Krško. W 2018 roku liczyła 30 mieszkańców.